# Machaeropteris encotopa
Machaeropteris encotopa är en fjärilsart som beskrevs av Edward Meyrick 1922. Machaeropteris encotopa ingår i släktet Machaeropteris och familjen äkta malar. Inga underarter finns listade i Catalogue of Life.